# Josef Melichar
Josef Melichar (* 20. ledna 1979 v Českých Budějovicích) je bývalý český hokejový obránce.

## Prvenství
- Debut v NHL - 7. října 2000 (Nashville Predators proti Pittsburgh Penguins)
- První asistence v NHL - 27. října 2000 (New York Rangers proti Pittsburgh Penguins)
- První gól v NHL - 27. ledna 2004 (Pittsburgh Penguins proti Tampa Bay Lightning, americkému brankáři John Grahame)

## Klubová statistika
| Sezóna       | Klub                           | Soutěž       |     | Základní část | Základní část | Základní část | Základní část | Základní část |   | Play off | Play off | Play off | Play off | Play off |
| Sezóna       | Klub                           | Soutěž       | Z   | G             | A             | B             | TM            | Z             | G | A        | B        | TM       |          |          |
| 1997–98      | Tri-City Americans             | WHL          | 67  | 9             | 24            | 33            | 152           | —             | — | —        | —        | —        |          |          |
| 1998–99      | Tri-City Americans             | WHL          | 65  | 8             | 28            | 36            | 125           | 11            | 1 | 0        | 1        | 15       |          |          |
| 1999–00      | Wilkes-Barre/Scranton Penguins | AHL          | 80  | 3             | 9             | 12            | 126           | —             | — | —        | —        | —        |          |          |
| 2000–01      | Pittsburgh Penguins            | NHL          | 18  | 0             | 2             | 2             | 21            | —             | — | —        | —        | —        |          |          |
| 2000–01      | Wilkes-Barre/Scranton Penguins | AHL          | 46  | 2             | 5             | 7             | 69            | 21            | 0 | 5        | 5        | 6        |          |          |
| 2001–02      | Pittsburgh Penguins            | NHL          | 60  | 0             | 3             | 3             | 68            | —             | — | —        | —        | —        |          |          |
| 2002–03      | Pittsburgh Penguins            | NHL          | 8   | 0             | 0             | 0             | 2             | —             | — | —        | —        | —        |          |          |
| 2003–04      | Pittsburgh Penguins            | NHL          | 82  | 3             | 5             | 8             | 62            | —             | — | —        | —        | —        |          |          |
| 2004–05      | HC Sparta Praha                | ČHL          | 13  | 0             | 4             | 4             | 8             | 5             | 0 | 0        | 0        | 6        |          |          |
| 2005–06      | Pittsburgh Penguins            | NHL          | 72  | 3             | 12            | 15            | 66            | —             | — | —        | —        | —        |          |          |
| 2006–07      | Pittsburgh Penguins            | NHL          | 70  | 1             | 11            | 12            | 44            | 5             | 0 | 0        | 0        | 2        |          |          |
| 2007–08      | HC Mountfield                  | ČHL          | 6   | 0             | 0             | 0             | 4             | —             | — | —        | —        | —        |          |          |
| 2007–08      | Linköpings HC                  | SEL          | 50  | 0             | 8             | 8             | 74            | 16            | 1 | 1        | 2        | 39       |          |          |
| 2008–09      | Carolina Hurricanes            | NHL          | 15  | 0             | 4             | 4             | 8             | —             | — | —        | —        | —        |          |          |
| 2008–09      | Albany River Rats              | AHL          | 25  | 1             | 4             | 5             | 35            | —             | — | —        | —        | —        |          |          |
| 2008–09      | Norfolk Admirals               | AHL          | 1   | 0             | 0             | 0             | 0             | —             | — | —        | —        | —        |          |          |
| 2008–09      | Tampa Bay Lightning            | NHL          | 24  | 0             | 5             | 5             | 29            | —             | — | —        | —        | —        |          |          |
| 2009–10      | HC Mountfield                  | ČHL          | 52  | 5             | 9             | 14            | 80            | 5             | 0 | 0        | 0        | 6        |          |          |
| 2010–11      | HC Mountfield                  | ČHL          | 12  | 0             | 1             | 1             | 8             | —             | — | —        | —        | —        |          |          |
| 2010–11      | Linköpings HC                  | SEL          | 41  | 0             | 5             | 5             | 24            | 7             | 0 | 0        | 0        | 2        |          |          |
| Celkem v NHL | Celkem v NHL                   | Celkem v NHL | 349 | 7             | 42            | 49            | 300           | 5             | 0 | 0        | 0        | 2        |          |          |

## Reprezentace
| Rok                       | Tým                       | Soutěž                    | Z | G | A | B | TM |
| ------------------------- | ------------------------- | ------------------------- | - | - | - | - | -- |
| 1997                      | Česko 18                  | MEJ                       | 6 | 0 | 1 | 1 | 6  |
| Juniorská kariéra celkově | Juniorská kariéra celkově | Juniorská kariéra celkově | 6 | 0 | 1 | 1 | 6  |